# Seychellen-Rotschnabelbülbül

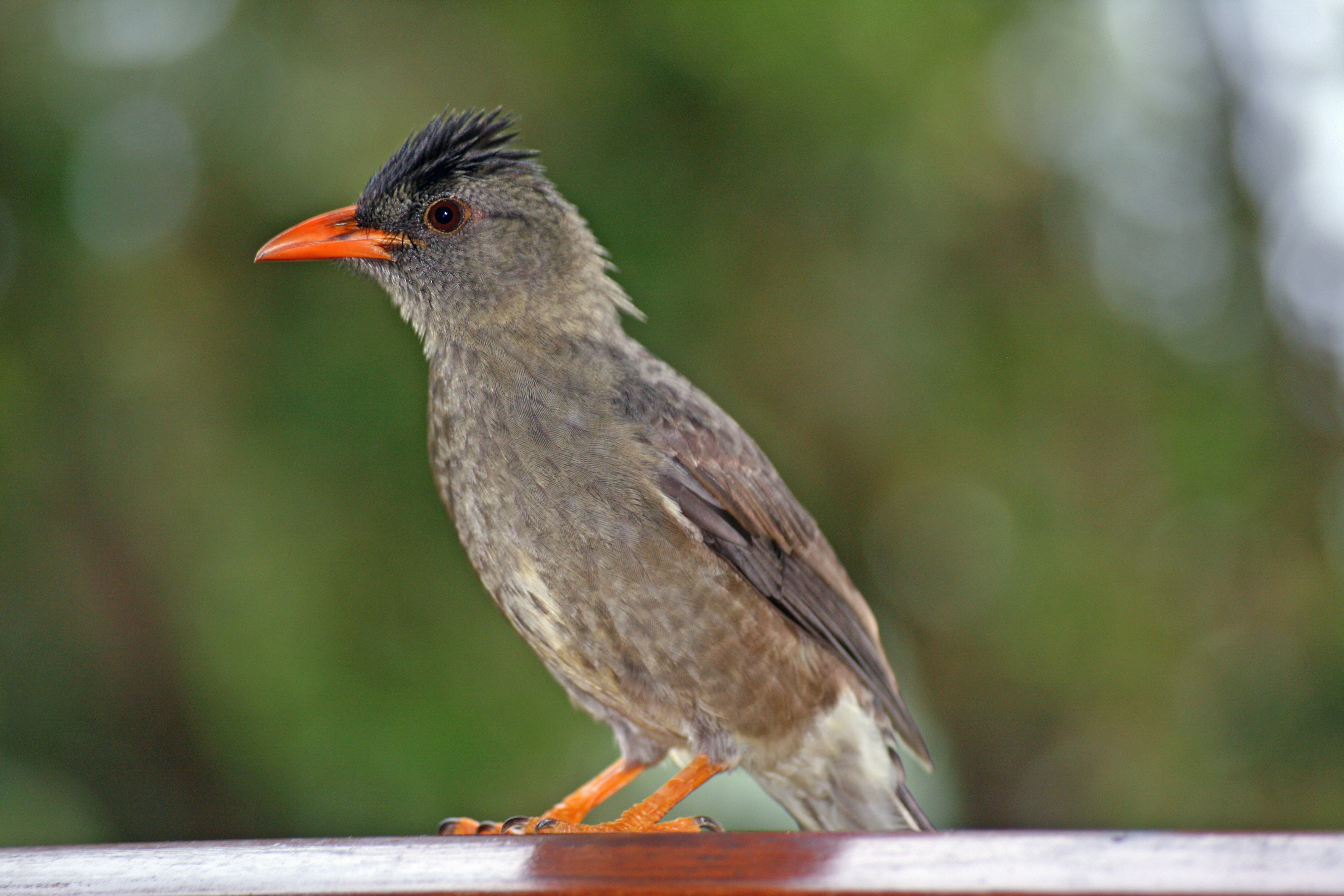
Seychellen-Rotschnabelbülbül auf Praslin

Der Seychellen-Rotschnabelbülbül (Hypsipetes crassirostris), auch als Dickschnabel-Bülbül, Dickschnabel-Fluchtvogel oder Seychellen-Bülbül bezeichnet, ist ein endemisch auf den Seychellen vorkommender Vogel aus der Gattung der Fluchtvögel (Hypsipetes).

## Merkmale
Seychellen-Rotschnabelbülbüls erreichen eine Körperlänge von 24 bis 25 Zentimetern sowie ein mittleres Gewicht von 83,2 Gramm bei den Männchen und 74,4 Gramm bei den Weibchen. Zwischen den Geschlechtern besteht bezüglich der Gefiederfärbung kein Sexualdimorphismus. Die Vögel sind überwiegend olivgrau gefärbt. Der Scheitel besteht aus einer kurzen schwarzen Haube, die zuweilen aufgerichtet wird. Der kräftige Schnabel sowie die Beine und Füße sind orangerot.

## Gesang
Der Gesang des Seychellen-Rotschnabelbülbüls ist sehr wohlklingend und melodisch. Er hat eine außerordentlich variable Struktur und Dauer und wird von einer erhöhten Warte aus vorgetragen.

## Verbreitung und Lebensraum

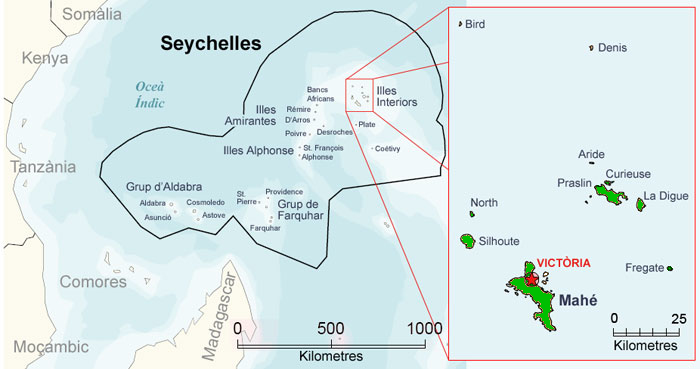
Verbreitung des Seychellen-Rotschnabelbülbüls

Das Verbreitungsgebiet des Seychellen-Rotschnabelbülbüls umfasst fast alle Inseln der inneren Seychellen (nicht aber die beiden nördlichsten Inseln Bird und Denis) und dort nahezu alle Lebensräume. Bevorzugt kommt er jedoch in Gebieten mit Kokospalmenbeständen (Cocos nucifera) vor, in Städten ist er hingegen seltener. Er wurde auch auf der höchsten Erhebung der Inseln, dem 905 Meter hohen Morne Seychellois nachgewiesen.

## Lebensweise
Die Vögel ernähren sich von verschiedenen Früchten, den Eiern kleinerer anderer Vogelarten sowie von Gliederfüßern (Arthropoda), die in erster Linie in den Baumkronen gesucht werden. Sie leben in der Regel paarweise, bei der Nahrungsaufnahme wurden jedoch auch Gruppen von bis zu 15 Individuen in Obstbäumen beobachtet. Die Hauptbrutsaison fällt in die Monate September bis Januar. Das nahezu kreisrunde Nest mit einem Außendurchmesser von 13 Zentimetern wird innerhalb von sechs bis zehn Tagen aus trockenen Gräsern, verwelkten Blättern, Palmenfasern, kleinen Zweigen, Rindenfragmenten und Moos gefertigt und in einer Höhe von bis zu 15 Metern über dem Erdboden platziert und meist mit zwei Eiern bestückt. Das 15 Tage andauernde Brutgeschäft wird hauptsächlich vom Weibchen übernommen. Während der 21-tägigen Nestlingszeit werden die Jungen von beiden Eltern mit Nahrung versorgt, normalerweise überlebt jedoch nur ein Jungvogel.

## Gefährdung

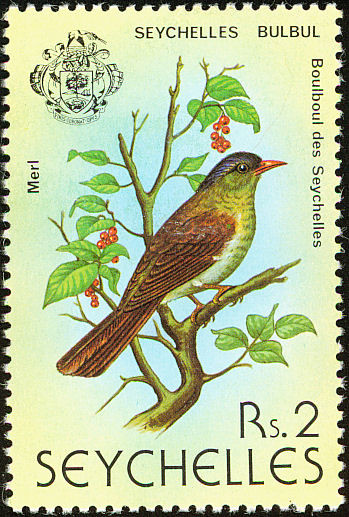
Briefmarke

Der Seychellen-Rotschnabelbülbül ist in nahezu allen Biotopen der Seychellen weit verbreitet und nicht selten. Er wird demzufolge von der Weltnaturschutzorganisation IUCN als  „least concern = nicht gefährdet“ klassifiziert.

## Trivia
Die Post der Seychellen gab im Jahr 1979 eine Briefmarke heraus, die einen Seychellen-Rotschnabelbülbül zeigt.